# Jiří Malec
Jiří Malec (ur. 24 listopada 1962 we Vlastiborze) – czeski skoczek narciarski reprezentujący Czechosłowację, brązowy medalista olimpijski.

## Kariera
W Pucharze Świata zadebiutował w sezonie 1984/1985, zajmując 23 marca 1985 11. miejsce podczas konkursu w Štrbskim Plesie. Wystartował na Zimowych Igrzyskach Olimpijskich 1988 w Calgary. Po pierwszej serii skoków na normalnej skoczni z dużą przewagą prowadził Matti Nykänen, drugi był Malec, a na trzecim miejscu znajdował się Miran Tepeš. W drugiej kolejce, po skoku na 87,0 m inny reprezentant Czechosłowacji, Pavel Ploc awansował na drugie miejsce, a Malec skokiem na 85,5 m zapewnił sobie brązowy medal. Tepeš, który zajął czwarte miejsce stracił do Malca zaledwie 0,6 punktów. Na dużej skoczni czechosłowacki skoczek zajął 24. miejsce i stracił do Nykänena, który zdobył drugi złoty medal ponad 40 punktów. W konkursie drużynowym reprezentacja Czechosłowacji z Malcem w składzie zajęła czwarte miejsce, przegrywając walkę o brązowy medal z Norwegami.
18 marca 1988 podczas konkursu w norweskim Meldal jedyny raz w karierze stanął na podium zawodów Pucharu Świata. W tym samym sezonie zajął 27. miejsce na mistrzostwach świata w lotach narciarskich w Oberstdorfie. W 1989 wziął udział w konkursie na normalnej skoczni podczas mistrzostw świata w Lahti, gdzie zajął 19. miejsce. Ostatni oficjalny występ zanotował 14 stycznia 1990 w Libercu, zajmując 71. miejsce. W 1990 zakończył karierę.
Był jednym z pierwszych skoczków, którzy skakali stylem V.
Zwyciężył w Turnieju Schwarzwaldzkim i Turnieju Czeskim w 1987.

## Igrzyska olimpijskie
| Miejsce | Dzień     | Rok  | Miejscowość | Konkurs                         | Wynik     | Strata   | Zwycięzca     |
| ------- | --------- | ---- | ----------- | ------------------------------- | --------- | -------- | ------------- |
| 3.      | 14 lutego | 1988 | Calgary     | Skocznia normalna indywidualnie | 211,8 pkt | 17,3 pkt | Matti Nykänen |
| 24.     | 23 lutego | 1988 | Calgary     | Skocznia duża indywidualnie     | 181,2 pkt | 42,8 pkt | Matti Nykänen |
| 4.      | 24 lutego | 1988 | Calgary     | Skocznia duża drużynowo         | 586,8 pkt | 47,6 pkt | Finlandia     |

## Mistrzostwa świata
| Miejsce | Dzień     | Rok  | Miejscowość | Konkurs                         | Wynik    | Strata   | Zwycięzca     |
| ------- | --------- | ---- | ----------- | ------------------------------- | -------- | -------- | ------------- |
| 19.     | 26 lutego | 1989 | Lahti       | Skocznia normalna indywidualnie | 96,1 pkt | 18,4 pkt | Jens Weißflog |

## Mistrzostwa świata w lotach
| Miejsce | Dzień    | Rok  | Miejscowość | Konkurs            | Wynik     | Strata   | Zwycięzca            |
| ------- | -------- | ---- | ----------- | ------------------ | --------- | -------- | -------------------- |
| 27.     | 13 marca | 1988 | Oberstdorf  | Loty indywidualnie | 291,5 pkt | 72,5 pkt | Ole Gunnar Fidjestøl |

## Puchar Świata w skokach narciarskich

### Miejsca w klasyfikacji generalnej
| Sezon     | Miejsce           |
| --------- | ----------------- |
| 1980/1981 | niesklasyfikowany |
| 1981/1982 | niesklasyfikowany |
| 1982/1983 | niesklasyfikowany |
| 1983/1984 | niesklasyfikowany |
| 1984/1985 | 57.               |
| 1985/1986 | niesklasyfikowany |
| 1986/1987 | niesklasyfikowany |
| 1987/1988 | 37.               |
| 1988/1989 | 29.               |
| 1989/1990 | niesklasyfikowany |

### Miejsca na podium
| Nr | Data          | Miejscowość | Skocznia        | Nota      | Pozycja | Strata   | Zwycięzca    |
| -- | ------------- | ----------- | --------------- | --------- | ------- | -------- | ------------ |
| 1. | 18 marca 1988 | Meldal      | Kløvsteinbakken | 112,9 pkt | 3.      | 11,0 pkt | Erik Johnsen |

### Miejsca w poszczególnych konkursachPucharu Świata
| Sezon 1980/1981                                          |                        |                        |               |               |                        |                        |                        |                   |                     |                     |                |                |             |             |           |              |            |                     |                     |                     |            |         |         |         |        |        |        |        |        |        |        |        |        |
| Oberstdorf                                               | Garmisch-Partenkirchen | Innsbruck              | Bischofshofen | Harrachov     | Liberec                | St. Moritz             | Gstaad                 | Engelberg         | Ironwood            | Ironwood            | Sapporo        | Sapporo        | Thunder Bay | Thunder Bay | Chamonix  | Saint-Nizier | Lahti      | Lahti               | Falun               | Oslo                | Bærum      | Planica | Planica | punkty  | punkty |        |        |        |        |        |        |        |        |
| -                                                        | -                      | -                      | -             | 54            | 56                     | -                      | -                      | -                 | -                   | -                   | -              | -              | -           | -           | -         | -            | -          | -                   | -                   | -                   | -          | -       | -       | 0       | 0      |        |        |        |        |        |        |        |        |
| Sezon 1981/1982                                          |                        |                        |               |               |                        |                        |                        |                   |                     |                     |                |                |             |             |           |              |            |                     |                     |                     |            |         |         |         |        |        |        |        |        |        |        |        |        |
| Cortina d’Ampezzo                                        | Oberstdorf             | Garmisch-Partenkirchen | Innsbruck     | Bischofshofen | Sapporo                | Sapporo                | Thunder Bay            | Thunder Bay       | St. Moritz          | Engelberg           | Oslo           | Oslo           | Lahti       | Lahti       | Tauplitz  | Tauplitz     | Tauplitz   | Szczyrbskie Jezioro | Szczyrbskie Jezioro | Planica             | Planica    | punkty  | punkty  | punkty  | punkty |        |        |        |        |        |        |        |        |
| -                                                        | -                      | -                      | -             | -             | -                      | -                      | -                      | -                 | -                   | -                   | -              | -              | -           | -           | -         | -            | -          | 42                  | 45                  | -                   | -          | 0       | 0       | 0       | 0      |        |        |        |        |        |        |        |        |
| Sezon 1982/1983                                          |                        |                        |               |               |                        |                        |                        |                   |                     |                     |                |                |             |             |           |              |            |                     |                     |                     |            |         |         |         |        |        |        |        |        |        |        |        |        |
| Cortina d’Ampezzo                                        | Oberstdorf             | Garmisch-Partenkirchen | Innsbruck     | Bischofshofen | Harrachov              | Harrachov              | Lake Placid            | Lake Placid       | Thunder Bay         | Thunder Bay         | St. Moritz     | Gstaad         | Engelberg   | Vikersund   | Vikersund | Vikersund    | Falun      | Falun               | Lahti               | Lahti               | Bærum      | Oslo    | Planica | Planica | punkty |        |        |        |        |        |        |        |        |
| –                                                        | –                      | –                      | –             | –             | 57                     | 34                     | –                      | –                 | –                   | –                   | –              | –              | –           | –           | –         | –            | –          | –                   | –                   | –                   | –          | –       | –       | –       | 0      |        |        |        |        |        |        |        |        |
| Sezon 1983/1984                                          |                        |                        |               |               |                        |                        |                        |                   |                     |                     |                |                |             |             |           |              |            |                     |                     |                     |            |         |         |         |        |        |        |        |        |        |        |        |        |
| Thunder Bay                                              | Thunder Bay            | Lake Placid            | Lake Placid   | Oberstdorf    | Garmisch-Partenkirchen | Innsbruck              | Bischofshofen          | Cortina d’Ampezzo | Harrachov           | Liberec             | Sapporo        | Sapporo        | Sarajewo    | Sarajewo    | Lahti     | Lahti        | Falun      | Lillehammer         | Oslo                | Oberstdorf          | Oberstdorf | Planica | Planica | punkty  | punkty |        |        |        |        |        |        |        |        |
| –                                                        | –                      | –                      | –             | –             | –                      | –                      | –                      | –                 | 39                  | 54                  | –              | –              | –           | –           | –         | –            | –          | –                   | –                   | –                   | –          | –       | –       | 0       | 0      |        |        |        |        |        |        |        |        |
| Sezon 1984/1985                                          |                        |                        |               |               |                        |                        |                        |                   |                     |                     |                |                |             |             |           |              |            |                     |                     |                     |            |         |         |         |        |        |        |        |        |        |        |        |        |
| Thunder Bay                                              | Thunder Bay            | Lake Placid            | Lake Placid   | Oberstdorf    | Garmisch-Partenkirchen | Innsbruck              | Bischofshofen          | Cortina d’Ampezzo | Sapporo             | Sapporo             | St. Moritz     | Engelberg      | Harrachov   | Lahti       | Lahti     | Örnsköldsvik | Falun      | Oslo                | Szczyrbskie Jezioro | Szczyrbskie Jezioro | punkty     | punkty  | punkty  | punkty  | punkty |        |        |        |        |        |        |        |        |
| –                                                        | –                      | –                      | –             | –             | –                      | –                      | –                      | –                 | –                   | –                   | –              | –              | –           | –           | –         | –            | –          | –                   | 11                  | 21                  | 5          | 5       | 5       | 5       | 5      |        |        |        |        |        |        |        |        |
| Sezon 1985/1986                                          |                        |                        |               |               |                        |                        |                        |                   |                     |                     |                |                |             |             |           |              |            |                     |                     |                     |            |         |         |         |        |        |        |        |        |        |        |        |        |
| Thunder Bay                                              | Thunder Bay            | Lake Placid            | Lake Placid   | Chamonix      | Oberstdorf             | Garmisch-Partenkirchen | Innsbruck              | Bischofshofen     | Harrachov           | Liberec             | Klingenthal    | Oberwiesenthal | Sapporo     | Sapporo     | Vikersund | Vikersund    | St. Moritz | Gstaad              | Engelberg           | Lahti               | Lahti      | Oslo    | Planica | Planica | punkty |        |        |        |        |        |        |        |        |
| –                                                        | –                      | –                      | –             | –             | –                      | –                      | –                      | –                 | 58                  | 19                  | 65             | 43             | –           | –           | –         | –            | –          | –                   | –                   | –                   | –          | –       | –       | –       | 0      |        |        |        |        |        |        |        |        |
| Sezon 1986/1987                                          |                        |                        |               |               |                        |                        |                        |                   |                     |                     |                |                |             |             |           |              |            |                     |                     |                     |            |         |         |         |        |        |        |        |        |        |        |        |        |
| Thunder Bay                                              | Thunder Bay            | Lake Placid            | Lake Placid   | Chamonix      | Oberstdorf             | Garmisch-Partenkirchen | Innsbruck              | Bischofshofen     | Szczyrbskie Jezioro | Szczyrbskie Jezioro | Oberwiesenthal | Sapporo        | Sapporo     | Lahti       | Lahti     | Örnsköldsvik | Falun      | Planica             | Planica             | Oslo                | Oslo       | punkty  | punkty  | punkty  | punkty | punkty | punkty | punkty | punkty | punkty |        |        |        |
| –                                                        | –                      | –                      | –             | –             | –                      | –                      | –                      | –                 | –                   | –                   | –              | –              | –           | –           | –         | –            | –          | 32                  | 20                  | –                   | –          | 0       | 0       | 0       | 0      |        |        |        |        |        |        |        |        |
| Sezon 1987/1988                                          |                        |                        |               |               |                        |                        |                        |                   |                     |                     |                |                |             |             |           |              |            |                     |                     |                     |            |         |         |         |        |        |        |        |        |        |        |        |        |
| Thunder Bay                                              | Thunder Bay            | Lake Placid            | Lake Placid   | Sapporo       | Sapporo                | Oberstdorf             | Garmisch-Partenkirchen | Innsbruck         | Bischofshofen       | Gallio              | St. Moritz     | Gstaad         | Engelberg   | Lahti       | Lahti     | Meldal       | Oslo       | Planica             | Planica             | punkty              | punkty     | punkty  | punkty  | punkty  | punkty | punkty | punkty | punkty |        |        |        |        |        |
| –                                                        | –                      | –                      | –             | –             | –                      | 63                     | 10                     | 45                | 49                  | –                   | –              | –              | –           | –           | –         | 3            | 16         | 13                  | 16                  | 24                  | 24         | 24      | 24      | 24      | 24     | 24     | 24     | 24     |        |        |        |        |        |
| Sezon 1988/1989                                          |                        |                        |               |               |                        |                        |                        |                   |                     |                     |                |                |             |             |           |              |            |                     |                     |                     |            |         |         |         |        |        |        |        |        |        |        |        |        |
| Thunder Bay                                              | Thunder Bay            | Lake Placid            | Lake Placid   | Sapporo       | Sapporo                | Oberstdorf             | Garmisch-Partenkirchen | Innsbruck         | Bischofshofen       | Liberec             | Harrachov      | Oberhof        | Oberhof     | Chamonix    | Oslo      | Örnsköldsvik | Harrachov  | Planica             | Planica             | punkty              | punkty     | punkty  | punkty  | punkty  | punkty | punkty | punkty | punkty |        |        |        |        |        |
| –                                                        | –                      | –                      | –             | 5             | 8                      | 24                     | 27                     | 31                | 53                  | 6                   | 35             | –              | –           | 36          | –         | 35           | 16         | 47                  | 51                  | 29                  | 29         | 29      | 29      | 29      | 29     | 29     | 29     | 29     |        |        |        |        |        |
| Sezon 1989/1990                                          |                        |                        |               |               |                        |                        |                        |                   |                     |                     |                |                |             |             |           |              |            |                     |                     |                     |            |         |         |         |        |        |        |        |        |        |        |        |        |
| Thunder Bay                                              | Thunder Bay            | Lake Placid            | Lake Placid   | Sapporo       | Sapporo                | Oberstdorf             | Garmisch-Partenkirchen | Innsbruck         | Bischofshofen       | Harrachov           | Liberec        | Zakopane       | St. Moritz  | Gstaad      | Engelberg | Predazzo     | Predazzo   | Lahti               | Lahti               | Örnsköldsvik        | Solleftea  | Raufoss | Planica | Planica | punkty | punkty | punkty | punkty | punkty | punkty | punkty | punkty | punkty |
| –                                                        | –                      | –                      | –             | –             | –                      | –                      | –                      | –                 | –                   | 48                  | 71             | –              | –           | –           | –         | –            | –          | –                   | –                   | –                   | –          | –       | –       | –       | 0      | 0      | 0      | 0      | 0      | 0      | 0      | 0      | 0      |
| Legenda                                                  |                        |                        |               |               |                        |                        |                        |                   |                     |                     |                |                |             |             |           |              |            |                     |                     |                     |            |         |         |         |        |        |        |        |        |        |        |        |        |
| 1 2 3 4–10 11–15 poniżej 15 – – zawodnik nie wystartował |                        |                        |               |               |                        |                        |                        |                   |                     |                     |                |                |             |             |           |              |            |                     |                     |                     |            |         |         |         |        |        |        |        |        |        |        |        |        |